# Valle Mosso

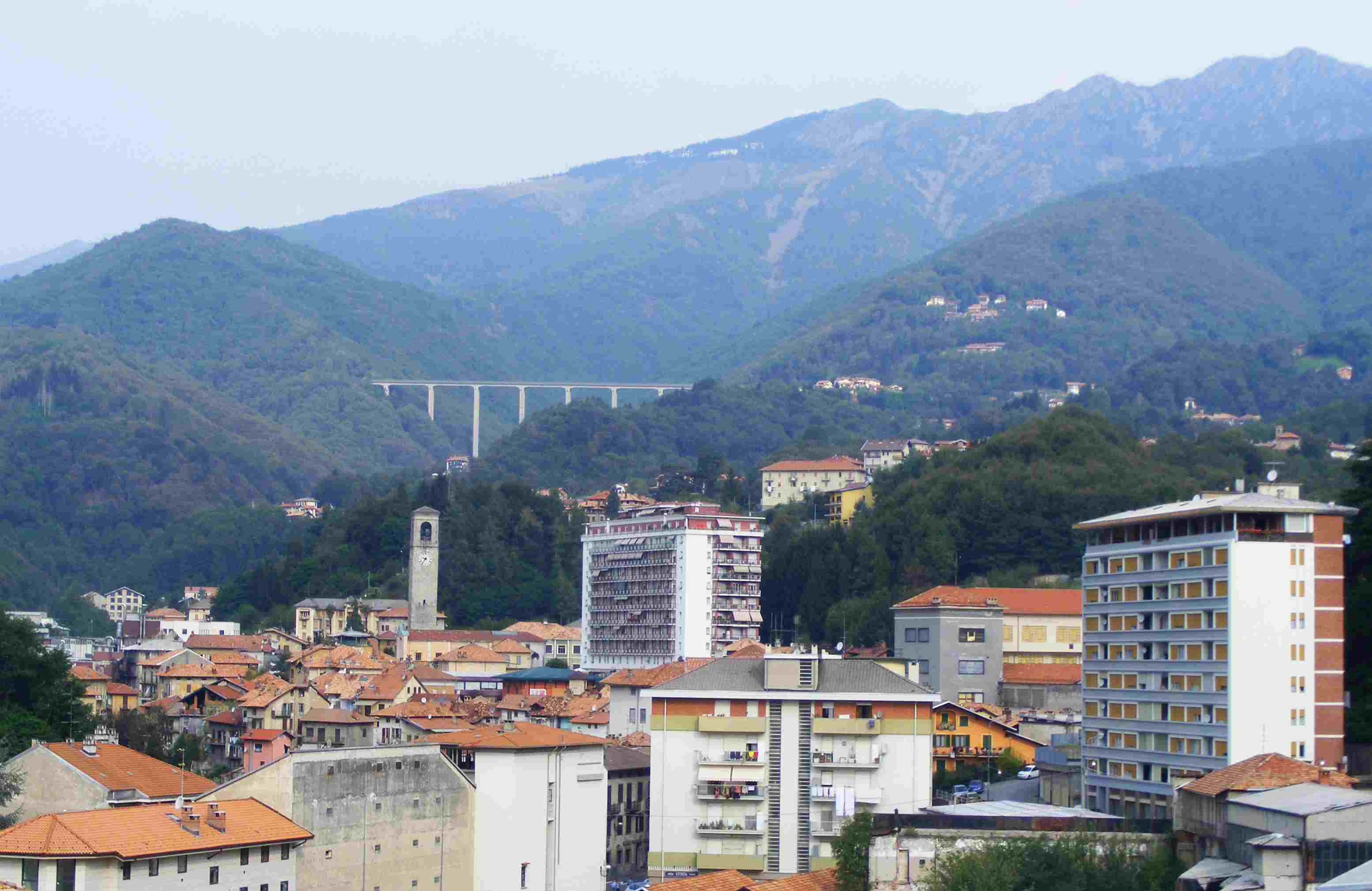

Valle Mosso ist eine Fraktion (Ortsteil, ital. frazione) mit zuletzt 3.640 Einwohnern (Stand: 31. Dezember 2010) in der italienischen Provinz Biella (BI), Region Piemont.

## Geographie
Der Ort liegt auf einer Höhe von 434 m über dem Meeresspiegel.
Das Gemeindegebiet umfasst eine Fläche von nahezu neun Quadratkilometer.

## Geschichte
Seit dem 1. Januar 2019 ist die vormals eigenständige Gemeinde Teil der Kommune Valdilana.
Während des 18. Jahrhunderts war hier ein Zentrum der Textilindustrie.